# 杜布里夫卡 (烏日霍羅德區)
48°29′53″N 22°30′11″E / 48.49806°N 22.50306°E
杜布里夫卡（烏克蘭語：Дубрівка）是位於烏克蘭西部外喀爾巴阡州的烏日霍羅德區的村莊，始建於1550年，面積0.84平方公里，2001年人口810，人口密度每平方公里964.29人。